# ۵۸۲ (قمری)
۵۸۲ (قمری)، پانصد و هشتاد و دومین سال در گاهشماری هجری قمری است. اول محرم این سال برابر با سی و یکم مارس سال ۱۱۸۶ میلادی است.